# Фунтусово
Фу́нтусово — деревня в Таборинском районе Свердловской области России. 

## Географическое положение
Деревня Фунтусово муниципального образования «Таборинского муниципального района» расположена на правом берегу реки Тавда в 17 км к югу от д. Кузнецово, в 28 километрах (по автотрассе в 36 километрах) к югу-юго-востоку от районного центра села Таборы, в 39 км к северо-западу от города Тавды, в 70 км к северо-востоку от Туринска, в 306 км к северо-востоку от Екатеринбурга и в 136 км к северо-западу от Тюмени. Вблизи проходит автодорога Тавда – Таборы. 
Деревня состоит из одной улицы — улицы Мира. 

## История
В 1850 году в Таборинской волости Туринского округа Тобольской губернии. Согласно переписным листам переписи населения Российской империи 1897 года, жители деревни носили следующие фамилии: Мурыгин, Оверин, Орехов, Захаров, Трубин, Тренин, Скворцов, Холтурин, Волостников, Храмцов, Фунтусов, Занин, Галкин, Иванов, Семухин, Шуклин, Лушников, Носонов, Климов.
С 1 января 2006 года входит в состав муниципального образования Кузнецовское сельское поселение. 

## Климат
Климат континентальный с холодной зимой и тёплым летом. 

## Население
| 2002 | 2010 | 2021 |
| ---- | ---- | ---- |
| 64   | ↘49  | ↘46  |